# Chankillo
Chankillo je název archeologické lokality v centrální části peruánského pobřeží. Tento prehistorický komplex (250 až 200 před naším letopočtem) sloužil mimo jiné i jako astronomická observatoř. Nachází se v údolí řeky Casma. Sestává z několika staveb usazených na příhodných kopcích a pahorcích pouštní krajiny. Sloužila jako kalendářní nástroj na základě používání slunce pro určení data během roku. Lokalita zahrnuje tzv. Opevněný chrám s trojitými hradbami, budovy observatoře a administrativního centra a linii 13 kamenných věží umístěných na hřebeni kopce. Ceremoniální centrum bylo pravděpodobně určeno k uctívání slunce. Rozmístění pozorovacích bodů, přírodních i umělých prvků (věží) po celém horizontu sever-jih umožňovalo určovat slunovraty, rovnodennosti a další data během celého roku s přesností 1 až 2 dny. Ve své době bylo vyvrcholením dlouhodobé historie astronomických praktik v údolí Casmy.